# Türkiye 1. Basketbol Ligi 1971-1972
La Türkiye 1. Basketbol Ligi 1971-1972 è stata la 6ª edizione del massimo campionato turco di pallacanestro maschile. La vittoria finale è stata ad appannaggio dell'İTÜ Istanbul.

## Risultati

### Stagione regolare
|     | Squadra      | G  | V  | N | P  | PF | PS | Pt. | Qualificazione     |
| --- | ------------ | -- | -- | - | -- | -- | -- | --- | ------------------ |
| 1.  | İTÜ Istanbul | 22 | 20 | 1 | 1  |    |    | 63  |                    |
| 2.  | Beşiktaş     | 22 | 18 | 0 | 4  |    |    | 58  |                    |
| 3.  | Galatasaray  | 22 | 17 | 0 | 5  |    |    | 56  |                    |
| 4.  | Kolejliler   | 22 | 15 | 1 | 6  |    |    | 53  |                    |
| 5.  | Fenerbahçe   | 22 | 14 | 0 | 8  |    |    | 50  |                    |
| 6.  | Ankaragücü   | 22 | 11 | 1 | 10 |    |    | 45  |                    |
| 7.  | Şekerspor    | 22 | 11 | 1 | 10 |    |    | 45  |                    |
| 8.  | Ankara DSİ   | 22 | 9  | 0 | 13 |    |    | 40  |                    |
| 9.  | Muhafızgücü  | 22 | 5  | 1 | 16 |    |    | 33  |                    |
| 10. | Altınordu    | 22 | 4  | 1 | 17 |    |    | 31  |                    |
| 11. | PTT İstanbul | 22 | 3  | 1 | 18 |    |    | 29  |                    |
| 12. | Altay        | 22 | 1  | 1 | 20 |    |    | 25  | retrocesso in TBL2 |

| Türkiye 1. Basketbol Ligi 1971-1972 |
| ----------------------------------- |
| İTÜ Istanbul 4º titolo              |

## Formazione vincitrice
| N° | Naz.               | Ruolo | Sportivo          |  | Alt. |  |
| -- | ------------------ | ----- | ----------------- |  | ---- |  |
|    | Turchia (bandiera) |       | Hüseyin Alp       |  |      |  |
|    | Turchia (bandiera) |       | Erdoğan Barlı     |  |      |  |
|    | Turchia (bandiera) |       | Öner Birol        |  |      |  |
|    | Turchia (bandiera) |       | Selçuk Çifçioğlu  |  |      |  |
|    | Turchia (bandiera) |       | Kemal Erdenay     |  |      |  |
|    | Turchia (bandiera) |       | Osman Gündüz      |  |      |  |
|    | Turchia (bandiera) |       | Reşat Güney       |  |      |  |
|    | Turchia (bandiera) |       | Cihat İlkbaşaran  |  |      |  |
|    | Turchia (bandiera) |       | Ünal Öğün         |  |      |  |
|    | Turchia (bandiera) |       | Haluk Okçuoğlu    |  |      |  |
|    | Turchia (bandiera) |       | Nuri Tan          |  |      |  |
|    | Turchia (bandiera) |       | Zeki Tosun        |  |      |  |
|    | Turchia (bandiera) |       | Serdar Tunçelli   |  |      |  |
|    | Turchia (bandiera) |       | Ömer Turan        |  |      |  |
|    | Turchia (bandiera) |       | Habip Yannier     |  |      |  |
|    | Turchia (bandiera) | All.  | Şengün Kaplanoğlu |  |      |  |